# PSV Team für Wien
PSV Team für Wien was een Oostenrijkse voetbalclub uit de hoofdstad Wenen. In juni 2007 fuseerde de club met de historische club Floridsdorfer AC en werd zo de nieuwe club FAC Team für Wien.

## Geschiedenis

### Oprichting en promotie naar de tweede klasse
De voetbalafdeling van de Polizeisportverein werd in 1918 opgericht als Polizei SV Wien en nam sinds 1924 deel aan het Oostenrijks voetbalkampioenschap. In 1933/34 speelde de club voor het eerst in de tweede klasse en eindigde derde laatste, met vijf punten voorsprong op de legendarische club Vienna Cricket and Football-Club. Dat jaar nam de club ook deel aan het amateurkampioenschap maar verloor in de eerste ronde al van SC St. Pölten. Het volgend seizoen werd de tweede klasse in twee reeksen opgedeeld waardoor het niveau van de clubs wat omlaag gehaald werd. Hierdoor kon Polizei op een zevende plaats eindigen. In 1936/37 werd de club achtste mar degradeerde toch omdat vanaf het volgend seizoen de competitie ook toegankelijk werd voor clubs buiten Wenen.

### Jaren in Ostmark en samenwerking met SG Ordnungspolizei
Na enkele jaren in de derde klasse promoveerde de club in 1940 opnieuw naar de tweede klasse. Intussen was de competitie een onderdeel van de Duitse competitie en de hoogste klasse was de Gauliga Ostmark. Het volgend seizoen werkte de club samen met de Ordnungspolizei en speelde onder de naam SG Ordnungspolizei (kortweg SG OrPo) die in 1942 en 1944 de vijfde plaats wist te behalen. In december 1944 moest de club zich terugtrekken uit de competitie wegens de gebeurtenissen in de Tweede Wereldoorlog.

### Langzame val in de anonimiteit
In het eerste naoorlogse seizoen nam de club weer onder de oude naam deel aan het kampioenschap in de tweede klasse die uit twee reeksen bestond. PSV werd tiende maar doordat de twee reeksen werden samengevoegd degradeerde de club weer naar de derde klasse.
De volgende drie decennia speelde de club in de lagere klassen samen met andere clubs waarvan de glorie vergaan was zoals SV Donau, NAC en LAC.
In 1979 werd de club kampioen en bereikten hiermee de promotie naar de Unterliga B (vierde klasse), maar degradeerde ook meteen weer. In 1981 promoveerde de club opnieuw en kon nu tot 1993 in de Unterliga spelen en degradeerde dan maar kon na één seizoen terugkeren.

### Fusie en jaren in de Wiener Stadtliga
In de zomer van 1996 besloot de club samen te werken met SKV Feuerwehr Wien die in dat seizoen vrijwillig degradeerde. Datzelfde jaar had de club de titel gewonnen en promoveerde voor het eerst sinds jaren nog eens naar de Wiener Stadtliga (vierde klasse). Op 23 juni 1997 fusioneerde de club dan met samenwerkingspartner SKV Feuerwehr. De nieuwe naam voor de club werd Polizei/Feuerwehr.
In 1998/99 werd de club herfstkampioen maar werd aan het einde van het seizoen toch pas vicekampioen achter 1. Simmeringer SC. Datzelfde seizoen won de club wel de TOTO-Cup (regionale bekercompetitie) in de finale tegen de reserven van Rapid Wien. In het volgende seizoen streed de club tot op de laatste speeldag om de titel met de Rapid-Amateuren en Stadlau maar eindigde opnieuw op een tweede plaats, met één punt achterstand op Stadlau. In de TOTO-Cup kon de club zijn titel verlengen tegen Wiener Sport-Club en bereikte in de beker van Oostenrijk de derde ronde en versloeg eerst de reserveteams van Rapid en Austria Wien. In de derde ronde verloor de club van tweedeklasser DSV Leoben.
In het volgende seizoen werd voor de derde keer de beker gewonnen maar in de competitie werd de club pas vijfde. In 2001/02 was de club torenhoog titelfavoriet maar kon de verwachtingen niet inlossen en verloor in het begin van het seizoen al belangrijke punten en werd uiteindelijk zevende in de eindstand. In het volgende seizoen werd de vierde plaats bereikt en won na een jaar pauze opnieuw de beker.

### Promotie naar de Regionalliga
In de zomer van 2003 werd de voetbalsectie van de Polizeisportvereinigung omgedoopt in PSV Team für Wien. De club kon zich herfstkampioen kronen en dong samen met de Rapid-Amateure mee naar de titel en won deze strijd uiteindelijk na zeven jaar en promoveerde zo naar de Regionalliga Ost.
Na drie seizoenen in de derde klasse fusioneerde de club met Floridsdorfer AC en treedt vanaf 2007/08 aan onder de naam FAC Team für Wien.

## Erelijst
- Wiener TOTO-Cup

1999, 2000, 2001, 2003 (Polizei/Feuerwehr)
- Wiener Stadtliga

2004 (PSV Team)